# Биримирци
Биримирци е бивше село, част от днешния квартал Бенковски, разположен в северните покрайнини на София, България. Селото е присъединено към София на 1 януари 1955 г.

## История
Името „Биримирци“ се среща в османски документ още от 1420 г. Среща се и в тимара на Сунгурлу Юсуф от 1447 г. В съдебен регистър от 1748 г. властта налага на селището да изплаща издръжката на 17 души секбани – пазачи. Става дума за обща сума, тъй като секбаните са назначавани за преследване на хайдути. Селото трябвало да плати 374 гроша, по 22 гроша на секбан. Пътищата около Беримирци били опасни. Така е наречено то и през следващата 1749 г., като на арабица е документирано, че охраната е срещу „хайдути, друмски разбойници и други разбойници“. За хайдути от селото се говори и в документ от съдийски регистър, изготвен в 1751 г. За събирач на сумите е определен „негово благородие черибашията Сеид ага“. 27 години след първата разпоредба срещу хайдутството е издадена нова наредба. Назначени са 28 конни войници и знаменосец, предвождани от офицер и кърсердар. За тяхната издръжка от селото се изискват 1020 гроша, но групата се оказва малка и са назначени 20 допълнителни конници. В Зографския поменик след колоните с българските владетели, на страница 56 се среща името на софийското село Перимирци. Селото взема участие в организирането на софийския революционен пръстен. Сред революционерите, сътрудници на Васил Левски, са Наско Спасов, поп Георги Величков, Петко Христаков, Млажо Велев и Веле Митров. Връзката е поп Георги Величков.
През 1871 г. в софийското село Биримирци Левски основава таен революционен комитет. Заедно със своя приятел отец Генадии Ихтимански – игумен на Драгалевския манастир, събират родолюбиви селяни от Биримирци и Обрадовци в къщата на Веле Митров и полагат основите на тайното съзаклятие. Всяка година на 19 февруари, когато се отбелязва годишнината от гибелта на Левски, читалището организира възпоменателно тържество, на което признателното поколение от Бенковски отдава почит на живота и делото на Левски и основателите на революционния комитет. 
С указ на Държавния съвет №252 (ДВ, бр. 40/1978 г.) къщата на Веле Митров е обявена за паметник на културата. В нея е подредена музейна сбирка.

## Други
На Биримирци е наречен площад в квартал „Бенковски“ в София (Карта).